# 林瞪
林瞪（1003年2月13日—1059年3月3日），《霞浦文书》中敬称他为林廿伍公、玉林尊者，福州浦西境福寿宫称他为度师真君，出生于长溪县上万村（今属福建省霞浦县柏洋乡），是一位中国摩尼教人物。

## 生平
北宋咸平六年（1003年），林瞪出生于上万村桃源境，在家中排行第二十五（这也是尊号林廿伍公的由来），早年娶陈氏为妻，生下了两个女儿。天圣五年（1027年），25岁的林瞪皈依明教，拜摩尼教宗师、龙首寺（后称乐山堂）建造者孙绵为师。林瞪在世期间，在龙首寺建立了完善的祖师制度，其影响力以上万村为中心传播到福安、福州和浙江苍南一带，使得以霞浦摩尼教得以空前发展。嘉祐年间，闽县前津门一带失火，林瞪身穿素衣、手持铁扇将火扑灭，向大众说“我长溪上万林瞪也”。后来研究他的学者则认为他是依靠铁扇等道具通过祈雨的方式将火扑灭。为此，林瞪被敕封为兴福真人，当地人为林瞪在县城南部（今台江区浦西洋）建立庙宇以祭祀他。嘉祐四年（1059年），林瞪在上万村去世，享年56岁。

## 身后
林瞪去世后安葬在上万村芹前坑，今墓址犹存。作为摩尼教在福建地区的重要传播者，他的形象被后世不断神化，成为霞浦文书中所崇拜的主要对象。闽县人为他立的庙现今被称作浦西境福寿宫，是福州市境内唯一完整保存且香火未断的摩尼教宫庙。据传在明朝正德年间，闽县县令刘槐曾因丢失物品向林瞪祷告，林瞪身着象服托梦告知他丢失物的去处，最终得以寻回。苍南钱库一带有一支林瞪的后人曾为他建造了瞪公石塔。
现今，柏洋乡的柏洋村、塔后村和上万村在每年农历二月十二日到二十一日都会举行林瞪的祭祀活动，包括文艺演出、迎神活动、祈福祭祀等，场面热闹非常。

## 家庭
林瞪娶有一妻陈氏，育有两个女儿，长女终身未嫁，随母亲在龙首寺出家为尼姑，次女曾出嫁，两个女儿在去世后均被安葬于林瞪墓旁，被当地人奉为“龙凤姑婆”。